# Еден Надаш
Еден Надаш (мађ. Nádas Ödön; Будимпешта, 12. септембар 1891 — 9. октобар 1951) био је мађарски фудбалски тренер, који је тренирао Мађарску на Светском првенству у фудбалу 1934.